# Oriel Filho
Oriel Guimarães Nunes Filho (Icó, 30 de maio de 1987) mais conhecido como Oriel Filho é um político brasileiro, filiado ao Partido dos Trabalhadores. Atualmente é Secretário Estadual de Pesca e Agricultura do Ceará além de Deputado Estadual licenciado.

## Desempenho eleitoral
| Ano  | Eleição                        | Cargo             | Partido         | Partido | Coligação                          | Vice   | Votos para Oriel | Votos para Oriel | Votos para Oriel | Resultado  | Ref   |
| Ano  | Eleição                        | Cargo             | Partido         | Partido | Coligação                          | Vice   | Total            | %                | P.               | Resultado  | Ref   |
| ---- | ------------------------------ | ----------------- | --------------- | ------- | ---------------------------------- | ------ | ---------------- | ---------------- | ---------------- | ---------- | ----- |
| 2012 | Municipal de Juazeiro Do Norte | Vereador          |                 | DEM     | Junto e Misturado (PMDB, DEM, PSL) |        | 0                | 0,00%            | -                | Não Eleito | [ 5 ] |
| 2018 | Estadual do Ceará              | Deputado Estadual |                 | PDT     | PP, PDT, PR, DEM, PRP              |        | 39.474           | 0,86%            | 49.º             | Não Eleito | [ 6 ] |
| 2022 | Estadual do Ceará              | Deputado Estadual | Partido Isolado | PDT     |                                    | 60.642 | 1,19%            | 26.º             | Eleito           | [ 7 ]      |       |